# Biatlo nos Jogos Paralímpicos de Inverno de 2018
As competições de biatlo nos Jogos Paralímpicos de Inverno de 2018 foram realizadas no Centro de Biatlo Alpensia, em Daegwallyeong-myeon, Pyeongchang, entre os dias 10 e 16 de março.

## Calendário
| Março  | 10 | 11 | 12 | 13 | 14 | 15 | 16 | 17 | 18 |
| ------ | -- | -- | -- | -- | -- | -- | -- | -- | -- |
| Biatlo | 6  |    |    | 6  |    |    | 6  |    |    |

|  | Dia de competição |  | Dia de final |

## Programação
Horário local (UTC+9).
| Data        | Hora  | Evento                                  |
| ----------- | ----- | --------------------------------------- |
| 10 de março | 10:00 | 6 km feminino – Atletas sentadas        |
| 10 de março | 10:25 | 7,5 km masculino – Atletas sentados     |
| 10 de março | 11:45 | 6 km feminino – Atletas em pé           |
| 10 de março | 12:05 | 7,5 km masculino – Atletas em pé        |
| 10 de março | 13:15 | 6 km feminino – Deficientes visuais     |
| 10 de março | 14:00 | 7,5 km masculino – Deficientes visuais  |
| 13 de março | 10:00 | 10 km feminino – Atletas sentadas       |
| 13 de março | 10:55 | 12,5 km masculino – Atletas sentados    |
| 13 de março | 12:30 | 10 km feminino – Atletas em pé          |
| 13 de março | 12:50 | 12,5 km masculino – Atletas em pé       |
| 13 de março | 14:20 | 10 km feminino – Deficientes visuais    |
| 13 de março | 14:40 | 12,5 km masculino – Deficientes visuais |
| 16 de março | 10:00 | 12,5 km feminino – Atletas sentadas     |
| 16 de março | 10:20 | 15 km masculino – Atletas sentados      |
| 16 de março | 12:00 | 12,5 km feminino – Atletas em pé        |
| 16 de março | 13:00 | 15 km masculino – Atletas em pé         |
| 16 de março | 14:40 | 12,5 km feminino – Deficientes visuais  |
| 16 de março | 14:50 | 15 km masculino – Deficientes visuais   |

## Medalhistas
Masculino
| Evento           | Evento              | Ouro                                                  | Prata                                                 | Bronze                                                   |
| ---------------- | ------------------- | ----------------------------------------------------- | ----------------------------------------------------- | -------------------------------------------------------- |
| 7,5 km detalhes  | Atletas sentados    | Daniel Cnossen USA Estados Unidos                     | Dzmitry Loban BLR Bielorrússia                        | Collin Cameron CAN Canadá                                |
| 7,5 km detalhes  | Atletas em pé       | Benjamin Daviet FRA França                            | Mark Arendz CAN Canadá                                | Ihor Reptyukh UKR Ucrânia                                |
| 7,5 km detalhes  | Deficientes visuais | Vitaliy Lukyanenko Guia: Ivan Marchyshak UKR Ucrânia  | Yury Holub Guia: Dzmitry Budzilovich BLR Bielorrússia | Anatolii Kovalevskyi Guia: Oleksandr Mukshyn UKR Ucrânia |
| 12,5 km detalhes | Atletas sentados    | Taras Rad UKR Ucrânia                                 | Daniel Cnossen USA Estados Unidos                     | Andrew Soule USA Estados Unidos                          |
| 12,5 km detalhes | Atletas em pé       | Benjamin Daviet FRA França                            | Ihor Reptyukh UKR Ucrânia                             | Mark Arendz CAN Canadá                                   |
| 12,5 km detalhes | Deficientes visuais | Yury Holub Guia: Dzmitry Budzilovich BLR Bielorrússia | Oleksandr Kazik Guia: Sergiy Kucheryaviy UKR Ucrânia  | Iurii Utkin Guia: Ruslan Perekhoda UKR Ucrânia           |
| 15 km detalhes   | Atletas sentados    | Martin Fleig GER Alemanha                             | Daniel Cnossen USA Estados Unidos                     | Collin Cameron CAN Canadá                                |
| 15 km detalhes   | Atletas em pé       | Mark Arendz CAN Canadá                                | Benjamin Daviet FRA França                            | Nils-Erik Ulset NOR Noruega                              |
| 15 km detalhes   | Deficientes visuais | Vitaliy Lukyanenko Guia: Ivan Marchyshak UKR Ucrânia  | Oleksandr Kazik Guia: Sergiy Kucheryaviy UKR Ucrânia  | Anthony Chalençon Guia: Simon Valverde FRA França        |

Feminino
| Evento           | Evento              | Ouro                                                                  | Prata                                                                 | Bronze                                                       |
| ---------------- | ------------------- | --------------------------------------------------------------------- | --------------------------------------------------------------------- | ------------------------------------------------------------ |
| 6 km detalhes    | Atletas sentadas    | Kendall Gretsch USA Estados Unidos                                    | Oksana Masters USA Estados Unidos                                     | Lidziya Hrafeyeva BLR Bielorrússia                           |
| 6 km detalhes    | Atletas em pé       | Ekaterina Rumyantseva NPA Atletas Paralímpicos Neutros                | Anna Milenina NPA Atletas Paralímpicos Neutros                        | Liudmyla Liashenko UKR Ucrânia                               |
| 6 km detalhes    | Deficientes visuais | Mikhalina Lysova Guia: Alexey Ivanov NPA Atletas Paralímpicos Neutros | Oksana Shyshkova Guia: Vitaliy Kazakov UKR Ucrânia                    | Sviatlana Sakhanenka Guia: Raman Yashchanka BLR Bielorrússia |
| 10 km detalhes   | Atletas sentadas    | Andrea Eskau GER Alemanha                                             | Marta Zainullina NPA Atletas Paralímpicos Neutros                     | Irina Guliaeva NPA Atletas Paralímpicos Neutros              |
| 10 km detalhes   | Atletas em pé       | Ekaterina Rumyantseva NPA Atletas Paralímpicos Neutros                | Anna Milenina NPA Atletas Paralímpicos Neutros                        | Liudmyla Liashenko UKR Ucrânia                               |
| 10 km detalhes   | Deficientes visuais | Oksana Shyshkova Guia: Vitaliy Kazakov UKR Ucrânia                    | Mikhalina Lysova Guia: Alexey Ivanov NPA Atletas Paralímpicos Neutros | Clara Klug Guia: Martin Hartl GER Alemanha                   |
| 12,5 km detalhes | Atletas sentadas    | Andrea Eskau GER Alemanha                                             | Oksana Masters USA Estados Unidos                                     | Lidziya Hrafeyeva BLR Bielorrússia                           |
| 12,5 km detalhes | Atletas em pé       | Anna Milenina NPA Atletas Paralímpicos Neutros                        | Ekaterina Rumyantseva NPA Atletas Paralímpicos Neutros                | Brittany Hudak CAN Canadá                                    |
| 12,5 km detalhes | Deficientes visuais | Mikhalina Lysova Guia: Alexey Ivanov NPA Atletas Paralímpicos Neutros | Oksana Shyshkova Guia: Vitaliy Kazakov UKR Ucrânia                    | Clara Klug Guia: Martin Hartl GER Alemanha                   |

## Quadro de medalhas
| Ordem | País                             | Medalha de ouro | Medalha de prata | Medalha de bronze |    |
| ----- | -------------------------------- | --------------- | ---------------- | ----------------- | -- |
| 1     | NPA Atletas Paralímpicos Neutros | 5               | 5                | 1                 | 11 |
| 2     | UKR Ucrânia                      | 4               | 5                | 5                 | 14 |
| 3     | GER Alemanha                     | 3               |                  | 2                 | 5  |
| 4     | USA Estados Unidos               | 2               | 4                | 1                 | 7  |
| 5     | FRA França                       | 2               | 1                | 1                 | 4  |
| 6     | BLR Bielorrússia                 | 1               | 2                | 3                 | 6  |
| 7     | CAN Canadá                       | 1               | 1                | 4                 | 6  |
| 8     | NOR Noruega                      |                 |                  | 1                 | 1  |
| TOTAL | TOTAL                            | 18              | 18               | 18                | 54 |